# Торгова компанія
Торгові компанії — це бізнеси, які працюють з різними видами продуктів, що продаються для споживачів, бізнесу або урядових потреб. Торгові компанії закуповують спеціалізовані категорії товарів, зберігають їх на складі або в магазині та постачають продукцію клієнтам.
Існують різні види практичних умов, які визначають типи бізнесу. Зазвичай виділяють два основні типи торгових компаній.
Імпортери або оптовики утримують складські запаси та постачають товари до магазинів або великим кінцевим споживачам. Вони працюють на великій географічній території, тоді як їхні клієнти, тобто магазини, зазвичай діють у менших регіонах, часто в межах одного району.
Сьогодні термін «торгова компанія» переважно стосується глобальних B2B трейдерів, які спеціалізуються на одній категорії товарів та мають потужну логістичну організацію. Зміни в практичних умовах, таких як прискорена дистрибуція, обчислювальна техніка та сучасний маркетинг, призвели до змін у їхніх бізнес-моделях.

## Додаткова література
- Карлос, Енн М., та Стівен Ніколас. «Гіганти раннього капіталізму: Чартерні торгові компанії як сучасні багатонаціональні корпорації». Business history review 62.3 (1988): 398—419. в JSTOR
- Фергюсон, Ніл. Підйом грошей: фінансова історія світу (2008).
- Джонс, Джеффрі. Міжнародні корпорації та глобальний капіталізм: від XIX до XXI століття (2004)
- Ліпсон, Е. Економічна історія Англії (1931) стор. 184—370 дає короткі історії 10 основних англійських торгових компаній: The Merchant Adventurers, East India Company, Eastland Company, Russia Company, Levant Company, African Company, Hudson's Bay Company, French Company, Spanish Company та South Sea Company.